# Komentarz tekstologiczny
Komentarz tekstologiczny (edytorstwo naukowe) – komentarz w formie informacji towarzyszących tekstowi, które dotyczą jego brzmienia i charakterystyki jego przekazów. Uzupełniają rejestr odmian, mogą znajdować dopełnienie we wstępach i rozprawach zamieszczonych w edycji.

## Elementy komentarza tekstologicznego
Komentarz tekstologiczny nie posiada jednej konstrukcji. Najczęściej rozpisuje się go na utwory i każdorazowo poprzedza rejestr odmian. Elementy komentarza tekstologicznego mogą znajdować się w różnych miejscach w obrębie edycji. Najczęściej komentarz zawiera następujące informacje:
1. Data i okoliczności powstania utworu (i jego tekstu) oraz dokumentacja. Geneza tekstu oraz historia jego kształtowania się.
2. Opis zachowanych autografów, a także informacja o zaginionych. Opis nie musi podlegać bibliotecznym zasadom katalogowania rękopisów, ponieważ zakres informacji zawartych w opisie jest zwykle szerszy, niż w katalogu. Wszystko zależy jednak od rodzaju rękopisu i epoki, w której powstał. Najczęściej opisywanymi danymi dotyczącymi autografu są: miejsce przechowywania (np. biblioteka, sygnatura rękopisu, numer karty lub strony); opis fizyczny: format papieru podany w centymetrach lub milimetrach i charakterystyka (gładki, w kratkę, w linię, czerpany, ze znakiem wodnym itp.), przy kodeksach – opis oprawy i informacja o liczbie kart lub stron, stan zachowania (informacja o uszkodzeniach); opis sposobu zapisu – pismo ręczne lub maszynowe, atrament czy ołówek, uwagi o dukcie pisma i jego czytelności; uwagi o wyglądzie autografu – tekst pisany jednostronnie lub obustronnie, opis marginaliów autorskich, rysunków, ew. układu tekstu na karcie; informacja o drukowanych podobiznach autografu (łac. fascimile ‘podobizna’), jeżeli rękopis jest wyjątkowo cenny lub trudno dostępny – wiadomość o mikrofilmach.
3. Opis pierwodruku w czasopiśmie lub książce zbiorowej – jego geneza, opis bibliograficzny, uwagi tekstologiczne (dotyczące np. oceny poprawności druku, korekty, informacji o kontroli autorskiej, podstawy druku), ingerencje cenzury, konfiskaty.
4. Opis bibliograficzny następnych druków autorskich.
5. Informacja o wydaniach źródłowych tekstu, zwłaszcza krytycznych.
6. Oznaczenie podstawy druku. Jeżeli występują miejsca, w których odbiega się od zasady przyjętej dla całej edycji, należy uzasadnić odstępstwa. Opis ważniejszych zmian wprowadzonych przez edytora (emendacje, koniektury) do podstawy i ich uzasadnienie.
7. Identyfikacja, lokalizacja mott i cytatów.
8. Sporządzenie odmian tekstu